# Cyathus striatus
El Cyathus striatus, conocido comúnmente como nido de pájaro estriado, es un hongo sapróbico común de los nidos de pájaro con una amplia distribución por las regiones templadas del mundo. Este hongo se asemeja a un nido de pájaro en miniatura con numerosos «huevos» diminutos; los huevos, o peridiolos, son en realidad cuerpos en forma de lente que contienen esporas. El C. striatus se distingue de la mayoría de los demás hongos de nido de pájaro por su exterior peludo y sus paredes internas estriadas. Aunque es más frecuente encontrarlo creciendo sobre madera muerta en bosques abiertos, también crece sobre mantillo de virutas de madera en zonas urbanas. Los cuerpos fructíferos se encuentran desde el verano hasta principios del invierno. El color y el tamaño de esta especie pueden variar algo, pero suelen medir menos de un centímetro de ancho y de alto, y son de color gris o marrón. Otro nombre común dado a C. striatus, copas de salpicadura, alude al método de dispersión de las esporas: los lados de la copa están inclinados de tal manera que la caída de gotas de agua puede desprender los peridiolos y expulsarlos de la copa. El epíteto específico se deriva del latín stria, que significa «con finas crestas o surcos».

## Taxonomía
El Cyathus striatus fue descrita por primera vez por William Hudson en su obra Flora Anglica de 1778 como Peziza striata. Carl Ludwig Willdenow la transfirió a Cyathus en 1787. El nombre «striatus» hace referencia a los surcos del interior de las copas.

## Descripción

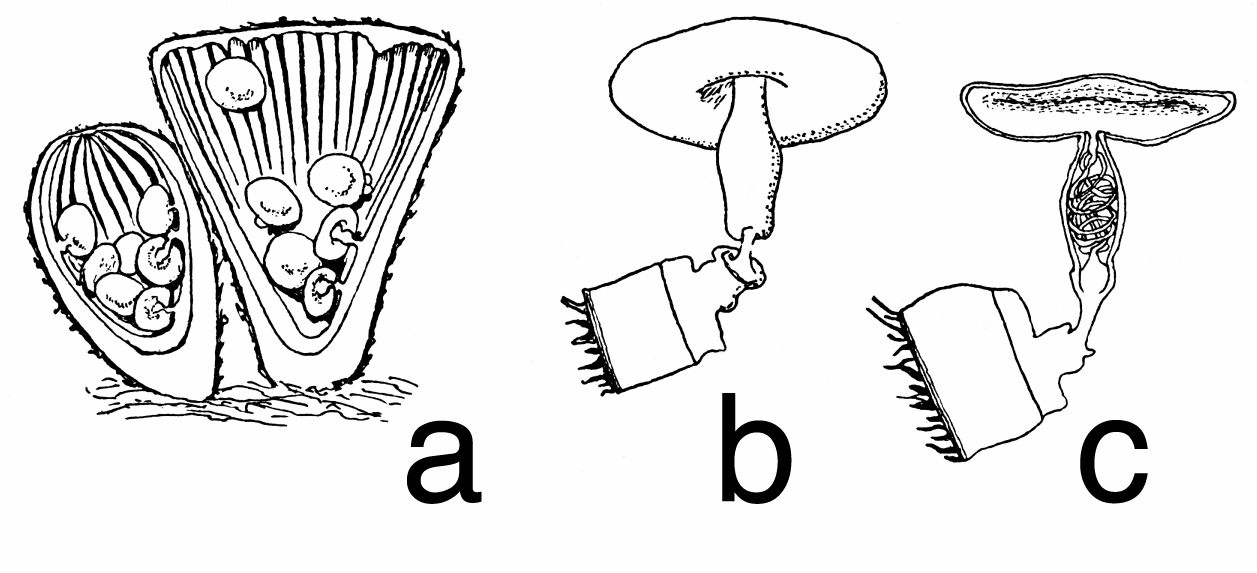
a) cuerpos fructíferos jóvenes y maduros en sección longitudinal; b), c) peridiolos simples-enteros, y en sección.

El «nido», o peridio, suele tener de 7 a 10 mm de altura y de 6 a 8 mm de anchura, pero el tamaño es algo variable y se han encontrado especímenes con alturas y anchuras de hasta 1,5 cm (5⁄8 in). La forma suele parecerse a la de un jarrón o cono invertido. La superficie exterior (exoperidio) varía en color desde ligeramente parduzco a grisáceo a marrón oscuro; el exoperidio tiene una textura peluda (un tomento), con los pelos apuntando hacia abajo. La superficie interna del peridio (endoperidio) es estriada o estriada y brillante. Los ejemplares jóvenes tienen una tapa, llamada técnicamente epifragma, una fina membrana que cubre la abertura de la copa. El epifragma es peludo como el resto de la superficie exoperidial, pero los pelos a menudo se desgastan dejando tras de sí una fina capa blanca extendida a lo largo de la tapa de la copa. A medida que el peridio madura y se expande, esta membrana se rompe y cae, dejando al descubierto los peridiolos de su interior. El peridio está unido a su superficie de crecimiento por una masa de hifas estrechamente empaquetadas llamada emplazamiento; en C. striatus el diámetro máximo del emplazamiento suele ser de 8-12 mm, y a menudo incorpora pequeños fragmentos de la superficie de crecimiento en su estructura. La especie no es comestible.

#### Estructura del peridiole

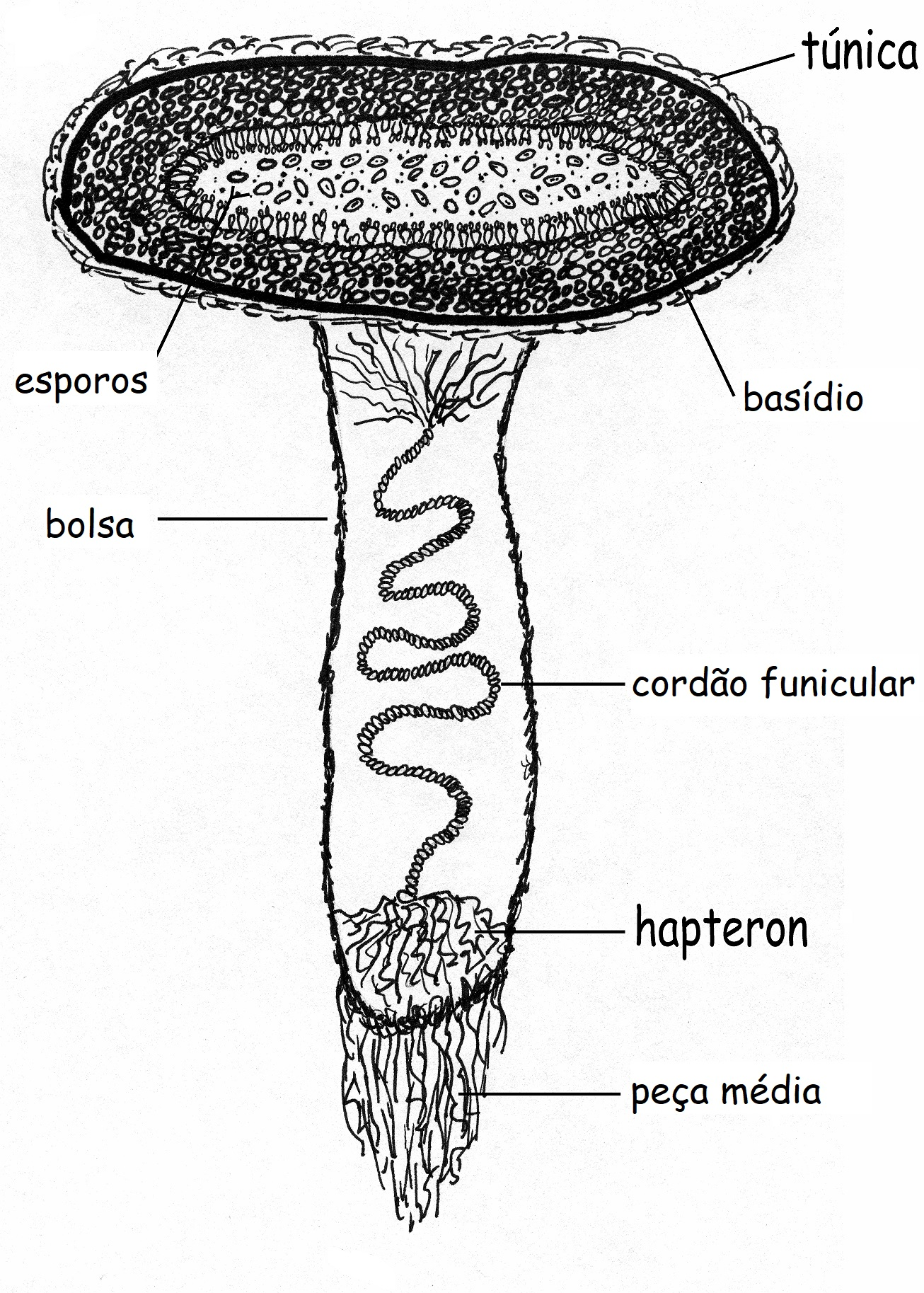
Un peridiole y un funículo adjunto en sección transversal

Los peridiolos tienen entre 1 y 1,5 mm de anchura y, en raras ocasiones, hasta 2 mm. Tienen forma de disco, pero pueden parecer angulosos debido a la presión de los peridiolos vecinos. Los peridiolos pueden ser oscuros o de un gris apagado si aún están cubiertos por una fina membrana llamada túnica.
Los peridiolos en C. striatus están enfundados y unidos al endoperidio por complejos cordones de micelio conocidos como funículo en singular. El funículo se diferencia en tres regiones: la pieza basal, que lo une a la pared interna del peridio, la pieza media y una vaina superior, denominada bolsa, conectada a la superficie inferior del peridiole. En el interior de la bolsa y la pieza intermedia hay un hilo enrollado de hifas entrelazadas llamado cordón funicular, unido por un extremo al peridiole y por el otro a una masa enmarañada de hifas llamada hapteron. Cuando está seco, el funículo es quebradizo, pero cuando está húmedo es capaz de una gran extensión.

### Características microscópicas
Los basidios, las células que contienen las esporas, tienen forma de garrote con largos pedúnculos. Suelen contener 4 esporas sésiles, es decir, adheridas directamente a la superficie del basidio, en lugar de por un corto pedúnculo (un esterigma). Las esporas miden de 15 a 20 μm de largo por 8 a 12 μm de ancho. Son elípticas, lisas, hialinas y dentadas en un extremo. Durante el desarrollo, las esporas se separan de los basidios cuando estos se colapsan y gelatinizan junto con otras células que recubren las paredes internas del peridiole. Las esporas aumentan un poco de tamaño después de separarse de los basidios.

## Hábitat y distribución
El Cyathus striatus es un hongo sapróbico que se nutre de materia orgánica en descomposición y suele crecer en grupos sobre pequeñas ramitas u otros restos leñosos. También es común en el mantillo bajo los arbustos. Las características del microambiente influyen en gran medida en la aparición de C. striatus; en igualdad de condiciones, es más probable encontrarlo en depresiones húmedas y poco profundas que en zonas elevadas. Está muy extendido en zonas templadas de todo el mundo y crece en verano y otoño. Se ha registrado la presencia de este hongo en Asia, Europa, Norteamérica, Centroamérica, Sudamérica y Nueva Zelanda.

## Ciclo de vida

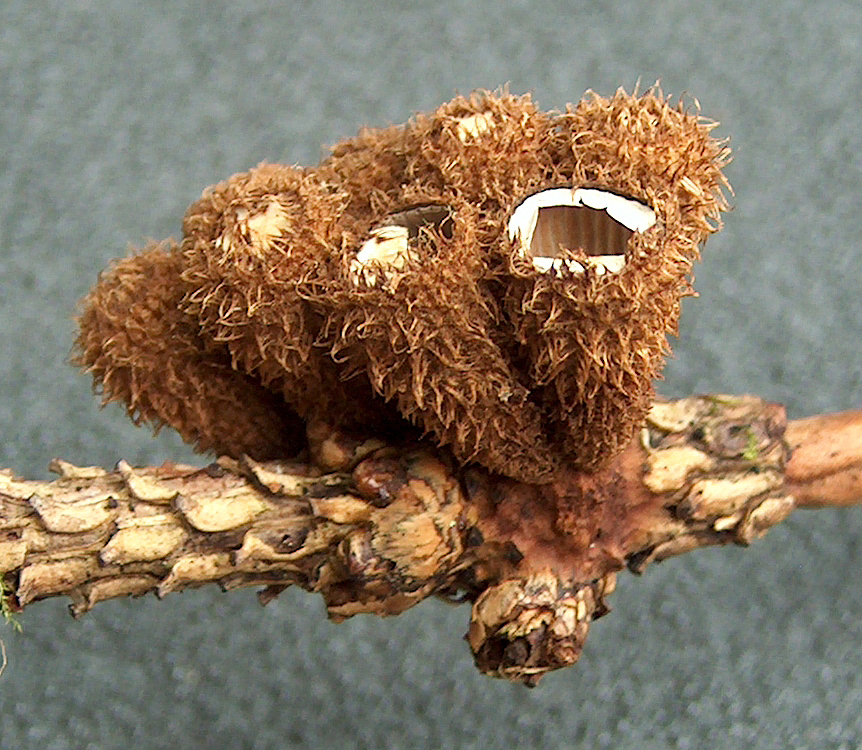
La superficie exterior de C. striatus está cubierta de un tomento desgreñado o lanoso.

El Cyathus striatus puede reproducirse tanto asexualmente (a través de esporas vegetativas), como sexualmente (con meiosis), típico de los taxones de los basidiomicetos que contienen estadios haploides y diploides. Las basidiosporas producidas en los peridiolos contienen cada una un único núcleo haploide. Cuando las esporas se dispersan en un medio de cultivo adecuado, germinan y se convierten en hifas homocariotas, con un solo núcleo en cada compartimento celular. Cuando dos hifas homocariotas de diferentes grupos de compatibilidad de apareamiento se fusionan entre sí, forman un micelio dicarionte en un proceso denominado plasmogamia. Tras un periodo de tiempo y en las condiciones ambientales adecuadas, pueden formarse cuerpos fructíferos a partir del micelio dicarionte. Estos cuerpos fructíferos producen peridiolos que contienen los basidios sobre los que se forman las nuevas esporas. Los basidios jóvenes contienen un par de núcleos haploides sexualmente compatibles que se fusionan, y el núcleo de fusión diploide resultante se somete a meiosis para producir basidiosporas haploides. Se ha descubierto que el proceso de meiosis en C. striatus es similar al de organismos superiores.

## Dispersión de esporas
El cuerpo fructífero en forma de cono de Cyathus striatus utiliza un mecanismo de salpicadura para ayudar a dispersar las esporas. Cuando una gota de lluvia golpea el interior de la copa con el ángulo y la velocidad óptimos, la fuerza descendente del agua expulsa los peridiolos al aire. La fuerza de expulsión desgarra el funículo, liberando el cordón funicular fuertemente enrollado. El hapterón unido al extremo del funículo es adhesivo y, cuando entra en contacto con un tallo o un palo de una planta cercana, el hapterón se pega a él; el cordón funicular se enrolla alrededor del tallo o palo impulsado por la fuerza del peridiole aún en movimiento (similar a una pelota de cuerda). Los peridiolos se degradan con el tiempo y liberan las esporas que contienen, o pueden ser ingeridos por animales herbívoros y redepositados tras pasar por el tracto digestivo.

## Compuestos bioactivos
El Cyathus striatus ha demostrado ser una rica fuente de compuestos químicos bioactivos. En 1971 se informó por primera vez de que producía sustancias «indólicas» (compuestos con una estructura de anillos de indol), así como un complejo de compuestos antibióticos diterpenoides conocidos colectivamente como ciatinas. Varios años después, las investigaciones revelaron que las sustancias indólicas eran compuestos ahora conocidos como estriatinas. Las estriatinas (A, B y C) tienen actividad antibiótica contra hongos imperfectos y varias bacterias Gram positivas y Gram negativas. El C. striatus también produce compuestos sesquiterpénicos llamados esquizandronoles. También contiene los compuestos triterpénicos gloquidona, gloquidonol, gloquidiol y diacetato de gloquidiol, ácido ciánico, ácido estriático, ácido ciatidónico y ácido epistriático. Estos cuatro últimos compuestos eran desconocidos antes de su aislamiento de C. striatus.

## Especies similares
El Cyathus stercoreus es similar, pero crece en el estiércol y sus copas no son estriadas.